# Holger Gardelius
Oskar Elov Holger Gardelius, född 1 november 1908 i Stockholm, död 1972, var en svensk målare, tecknare och grafiker.
Han var son till Elof Enequist och Manda Henriksson och gift 1930-1936 med Stina Forsell och från 1947 med Gullan Blomberg. Gardelius studerade för Edward Berggren 1926 och för Carl Wilhelmson 1927 samt vid Konsthögskolan 1928-1931 och under studieresor till Nederländerna, Belgien och Frankrike. Separat ställde han ut på Fahlcrantz konstsalong i Stockholm 1935 och på Expo Aleby 1948. Han deltog i ett flertal samlingsutställningar bland annat med Sveriges allmänna konstförening. Hans konst består av stadsmotiv och landskap i gouache, blyerts eller som träsnitt, han var även verksam med teaterdekorationer. Han var under några år i slutet av 1930-talet bosatt i Danmark.